# 550 Madison Avenue
Das 550 Madison Avenue, zuvor Sony Building und AT&T Building, ist ein 197 Meter hoher, 37-stöckiger Wolkenkratzer in New York City. Das Bürogebäude steht unter Denkmalschutz.

## Beschreibung
Das Gebäude liegt an der Madison Avenue (Nr. 550) zwischen der 55th und 56th Street in Midtown Manhattan. In direkter Nachbarschaft stehen der Büroturm 590 Madison Avenue und der Wohnwolkenkratzer 432 Park Avenue. Bis zum Central Park sind es nur wenige hundert Meter.

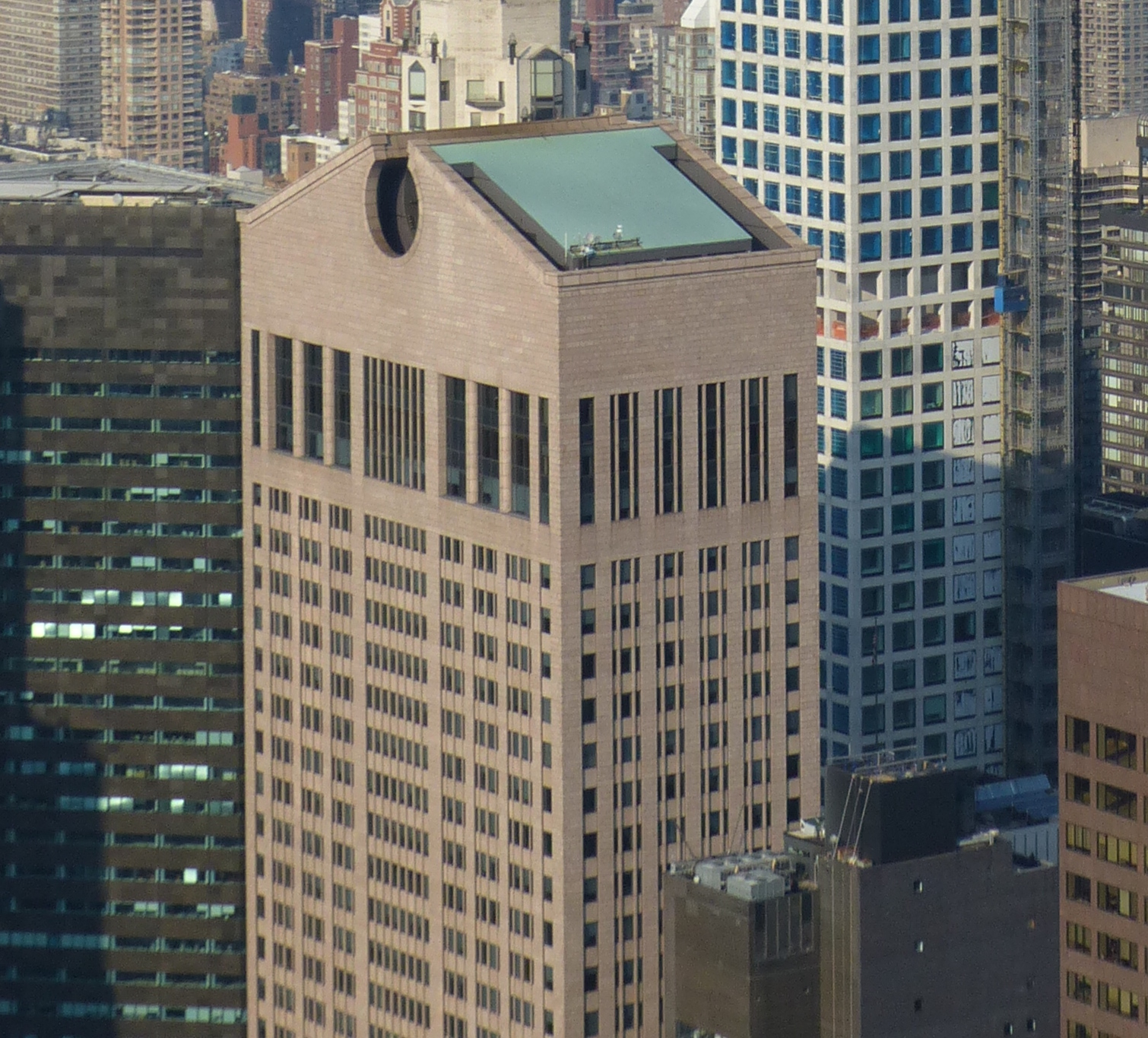
Blick auf den markanten Giebel und das grüne Satteldach
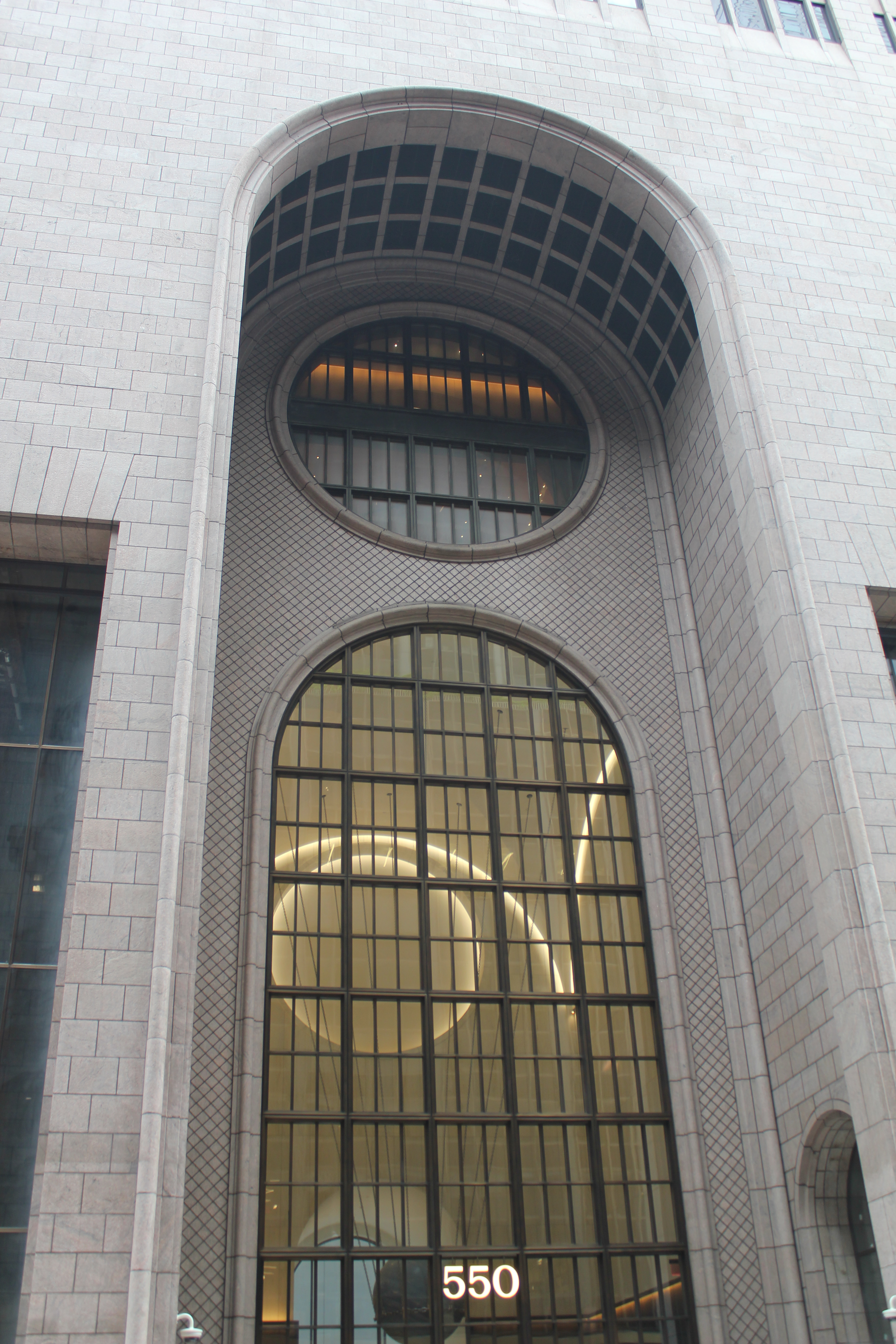
Das Eingangsportal an der Madison Avenue
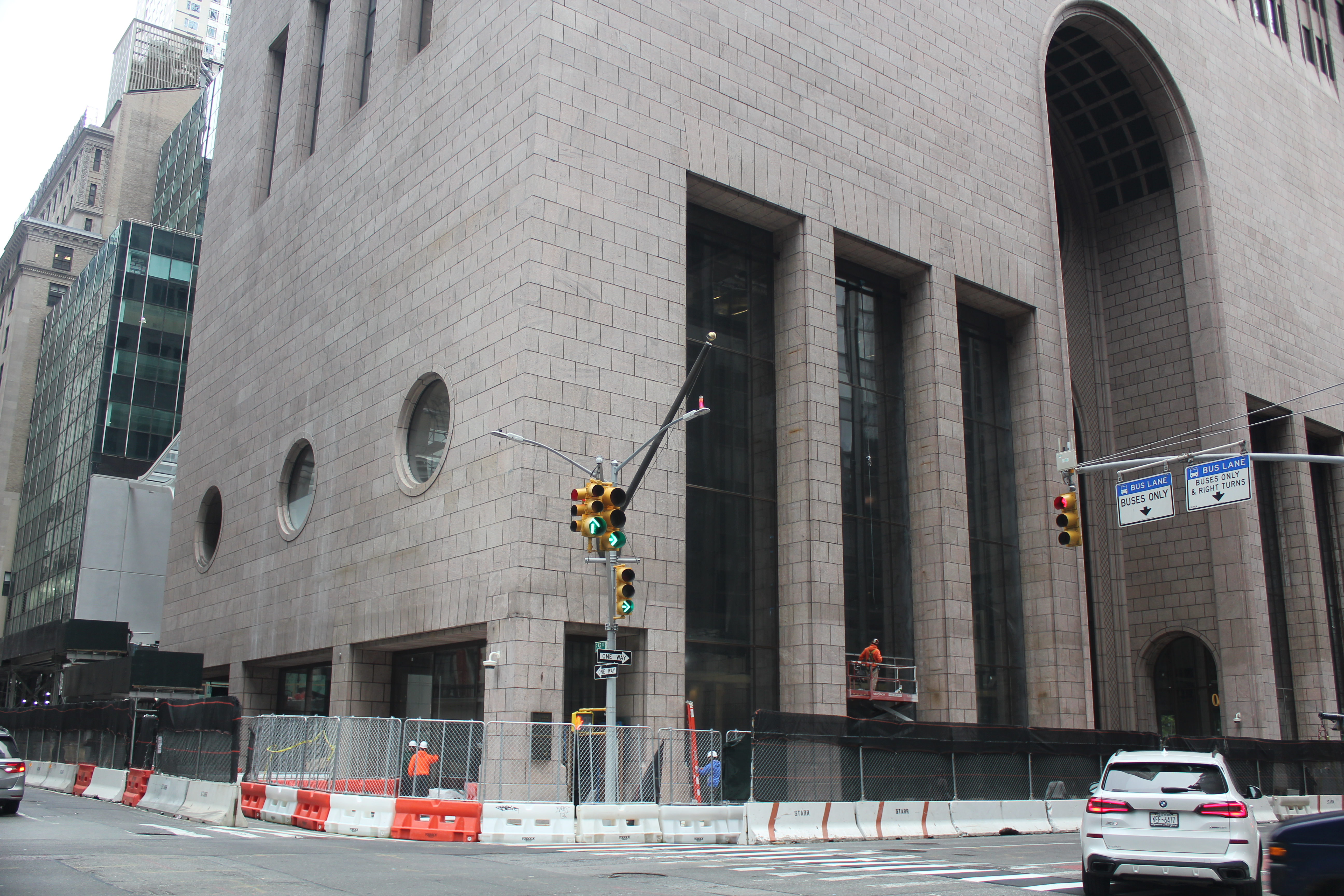
Die Basis mit Portal und Bullaugenfenstern
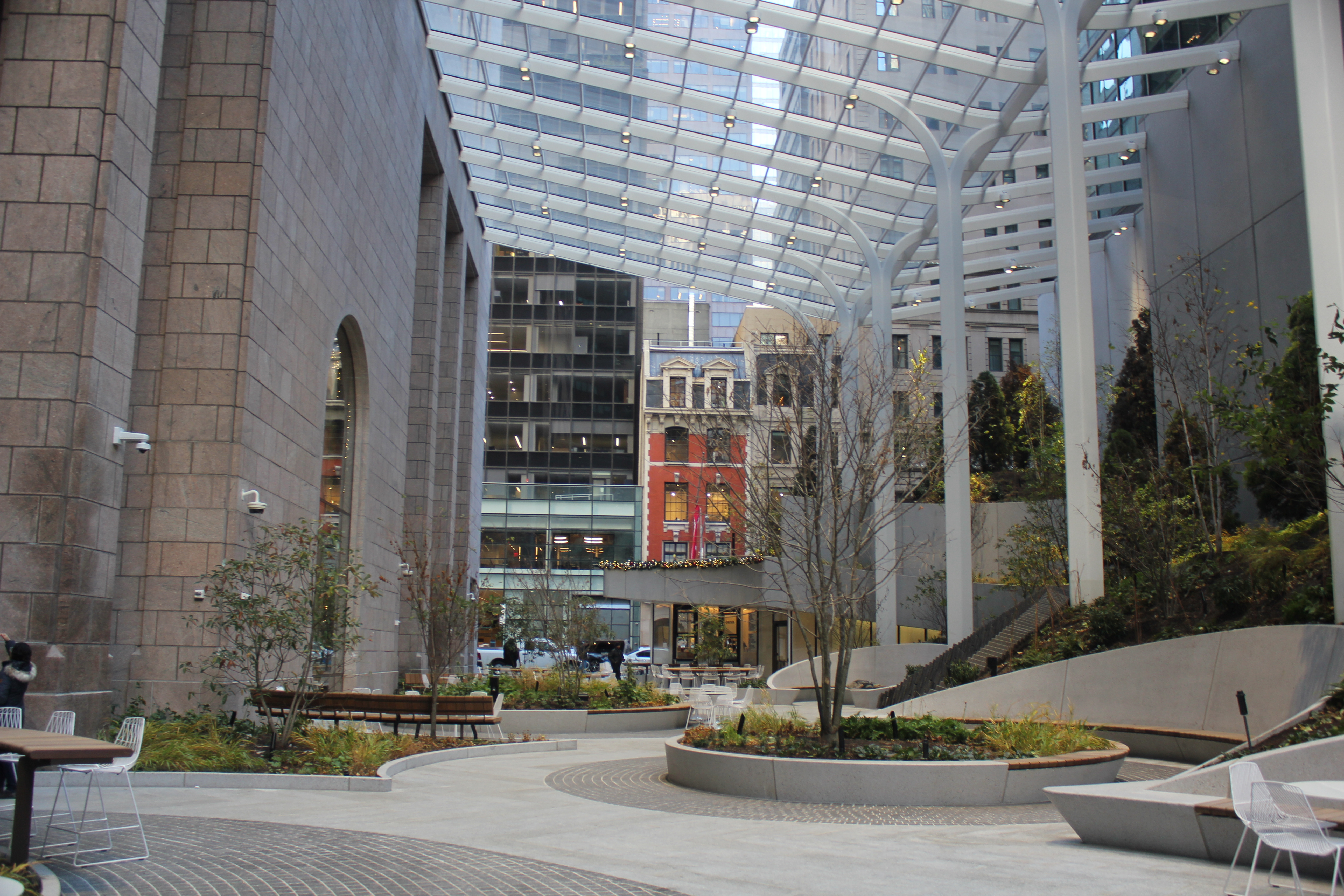
Der 550 Madison Avenue Garden Dezember 2022
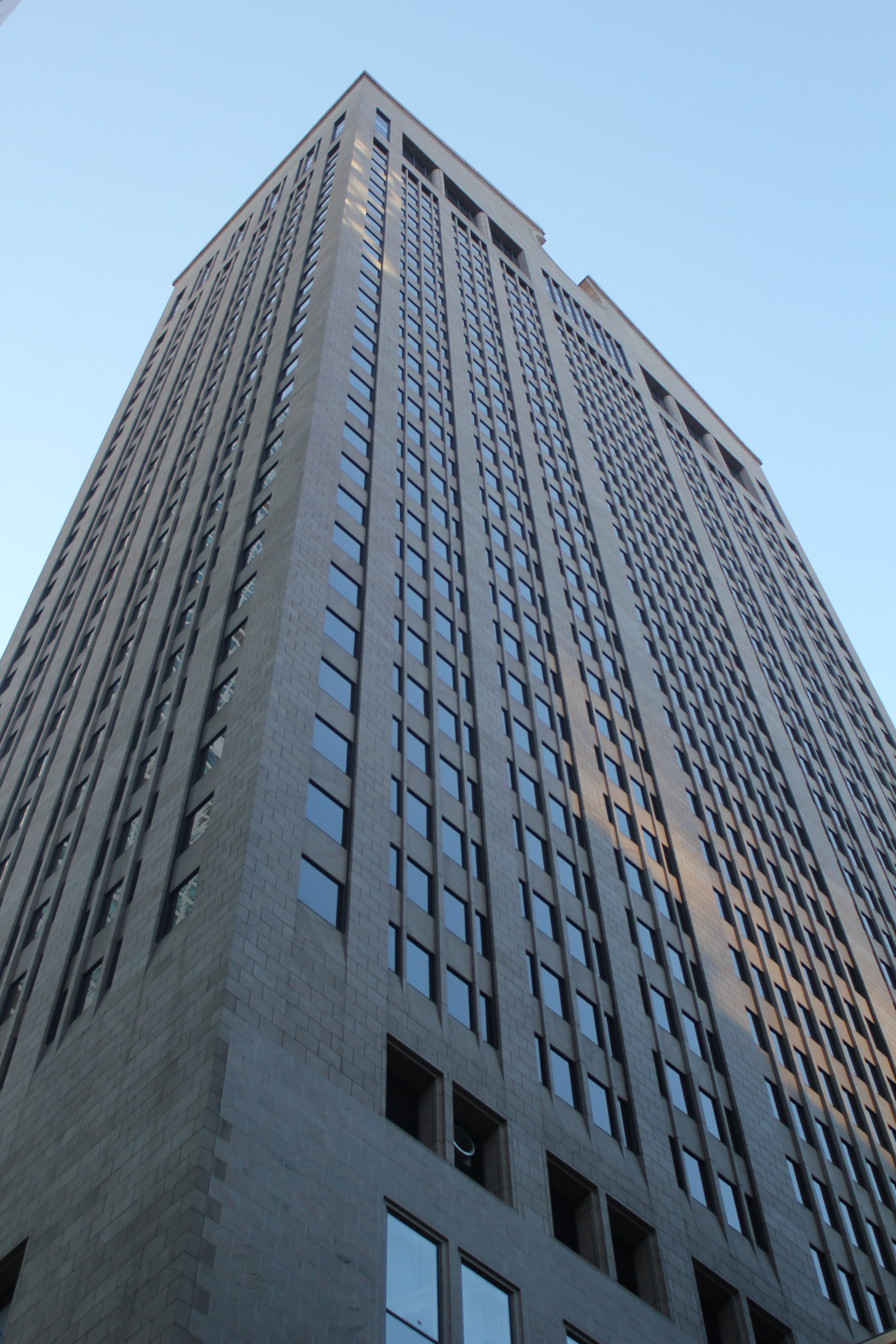
Vertikale Ansicht

## Geschichte
Der Wolkenkratzer wurde von Philip Johnson und John Burgee 1979 entworfen und 1984 fertiggestellt. Das mit rosafarbenem Granit verkleidete Gebäude wurde als Zentrale für AT&T gebaut. Ab 2002 gehörte der Büroturm Sony, der hier seinen amerikanischen Hauptsitz hatte. Im Gebäude konnten bis Januar 2016 Besucher das Wonder-Technology-Lab besuchen, dort wurde auf vier Stockwerken die Geschichte der technischen Kommunikation aus Sicht Sonys dargestellt. 2013 verkaufte Sony das Gebäude für 1,1 Milliarden US-Dollar an die Chetrit Group. Diese wollte den Büroturm in ein kombiniertes Apartment- und Hotelgebäude mit 113 Eigentumswohnungen und 170 Hotelzimmern umwandeln. Das Projekt wurde wegen nachlassender Nachfrage gestoppt und die Chetrit Group veräußerte den Turm im Jahr 2016 für 1,3 Milliarden US-Dollar an die saudische Olayan Group und die britische Chelsfield.
550 Madison Avenue wurde 2018 von der New York City Landmarks Preservation Commission zum Wahrzeichen der Stadt erklärt. Unter Wahrung der Denkmalauflagen führten die Olayan Group, Chelsfield und RXR Realty gemeinsam eine umfassende Renovierung und Modernisierung des Wolkenkratzers bis 2022 durch. Für den neuen Garten und die Außenarbeiten am Sockel und Fassade wurde das renommierte Architekturbüro Snøhetta beauftragt; die Innengestaltung führte das Design- und Architekturbüro Gensler aus San Francisco aus. Die modernisierte Lobby wurde im Oktober 2021 und der neue öffentlich zugängliche Garten im November 2022 eröffnet. Das Bauwerk hat als erstes denkmalgeschützte Bürogebäude in New York City die LEEDv4 Platin-Zertifizierung erhalten.

## Architektur
Das Gebäude gilt als eines der Hauptwerke der Postmoderne. Mit seiner Silhouette weicht es als markantes Zeichen von den bis dahin gebräuchlichen Stahl-Glas-Gebäuden der Moderne ab. Johnson verbindet spielerisch-ironisch eine Reihe von heterogenen Zitaten: Die deutliche Gliederung in Sockelbereich, Schaft und Bekrönung spielt auf die Bauten der Schule von Chicago an, insbesondere auf Louis Sullivans Postulat eines klassisch-tektonischen Aufbaus auch bei Hochhäusern („The Tall Office Building Artistically Considered“, 1896). Die untere Stützenstellung zitiert das Palladio-Motiv (Serliana), aber auch die Fassade der Pazzi-Kapelle in Florenz von Filippo Brunelleschi sowie die Palladio-Rezeption bei Claude-Nicolas Ledoux um 1800. Ungeachtet der Granit-Außenhaut verweisen Proportionen, dreizonige Gliederung und rückwärtiger Galerieanbau zudem auf das Seagram Building in New York von 1958, bei dem Ludwig Mies van der Rohe und Philip Johnson zusammengearbeitet hatten.

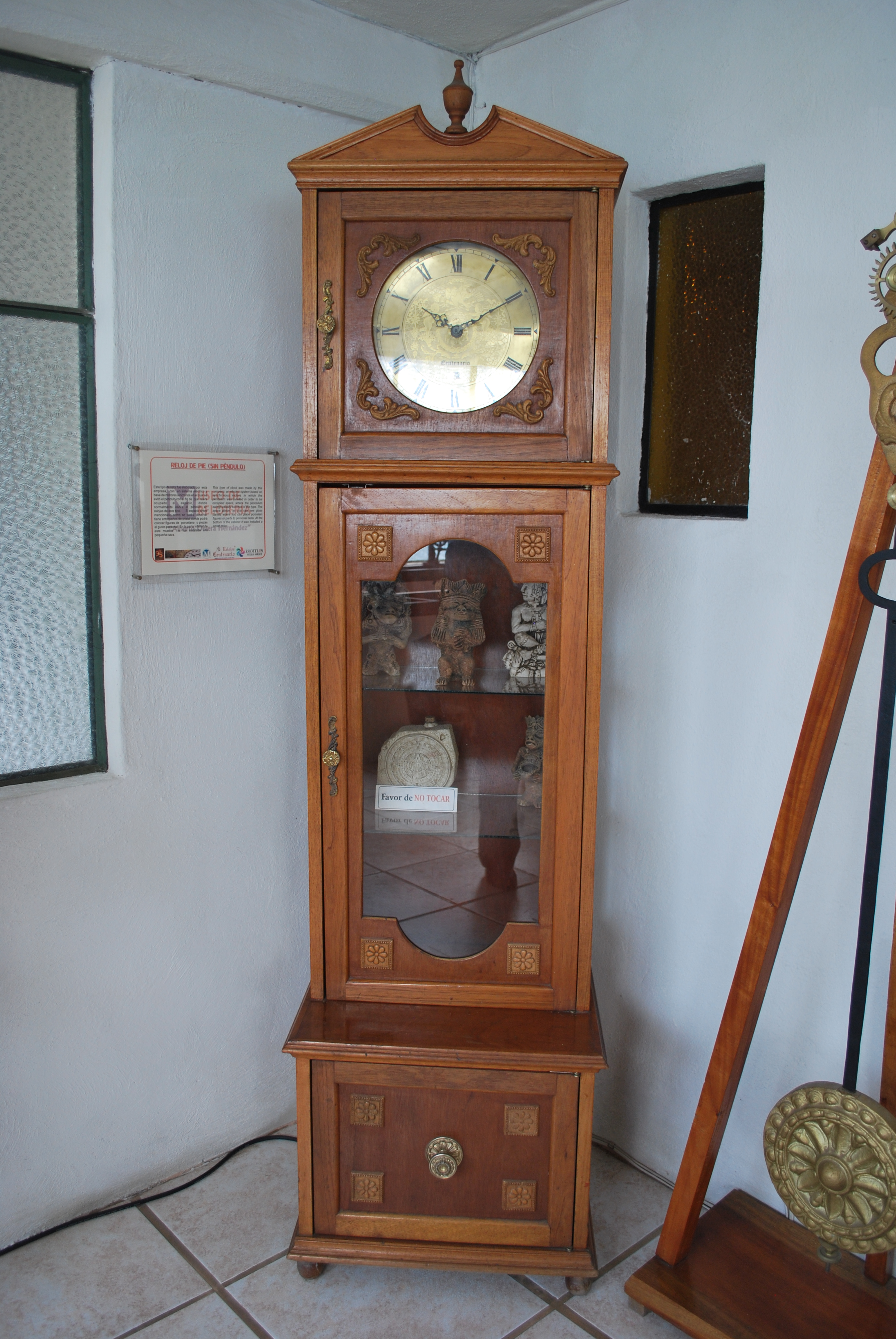
„Grandfather’s clock“

Eklektizismus als Kunstprinzip und postmodernes Zitierverfahren werden besonders deutlich an dem Sprenggiebel, der seinerzeit die von der Moderne geprägte Architekturfachwelt provozierte.
Der Architekturkritiker Paul Goldberger verwendete den Begriff „Chippendale Wolkenkratzer“, weil es ihn an Möbel von Thomas Chippendale erinnere, besonders an Gehäuse von Standuhren („Grandfather’s clock“). Die New Yorker nennen das Gebäude deswegen auch „that with the Chippendale top“.
Das 197 m hohe Bauwerk hat ein 33,5 m hohes gewölbtes Eingangsportal mit einem Bullaugenfenster, Granitsäulen und an der Westseite, den teilüberdachten öffentlich zugänglichen „550 Madison Avenue Garden“. Letzterer kann als Passage für Fußgänger zwischen der 55th und 56th Street genutzt werden.